# NGC 3466
NGC 3466 este o hi (21cm) source⁠(d) situată în constelația Leul. A fost descoperită în 18 ianuarie 1828 de către John Herschel.